# Roland Crandall
Pour les articles homonymes, voir Crandall.
Roland Crandall est un animateur et réalisateur américain né le 29 août 1892 et mort le 14 août 1972 à Greenwich.
Il a travaillé dans les Studios Fleischer.

## Filmographie partielle

### comme animateur
- 1939 : Les Voyages de Gulliver (Gulliver's Travels) de Dave Fleischer et lui-même

### comme réalisateur
- 1933 : Snow-White (en)
- 1939 : Les Voyages de Gulliver (Gulliver's Travels)